# Helsinki Roosters
Die Helsinki Roosters sind eine finnische Football-Mannschaft.  Mit 23 Meistertiteln sind die Roosters finnischer Rekordmeister und haben zudem mehrere europäische Wettbewerbe gewonnen.

## Geschichte
Die Gründung erfolgte im Jahr 1979. Der Verein nahm 1980 an der zweiten finnischen Meisterschaft teil. Ohne einen Sieg erringen zu können, beendeten die Roosters die Saison als viertplatziertes Team. Zwei Jahre später, in der Saison 1982, gewannen die Roosters ihre erste finnische Meisterschaft. Diesen Erfolg konnten sie ein Jahr später mit einer perfekten Saison wiederholen und sich so in der noch jungen Geschichte der Liga Rekordmeister nennen. Es folgten drei weitere Meisterschaften in den Jahren 1986 bis 1988.
Als Finnischer Meister traten die Roosters 1988 bei der zweiten Austragung der European Football League (EFL) an. Ungeschlagen zogen sie dabei in den Eurobowl II ein und schlugen dort die Amsterdam Crusaders.
Nach einer weiteren Landesmeisterschaft 1990, mussten sich die Roosters 1991 in ihrer siebten Vaahteramalja, dem finnischen Meisterschaftsfinale, erstmals geschlagen geben. Sie verloren gegen den Stadtrivalen, die Helsinki East City Giants. Die Giants holten in diesem Zeitraum vier Meisterschaften in Folge und lösten 1994 mit sechs Titeln und zwei Vizetitel die Roosters als erfolgreichstes Team der Meisterschaft ab.
1994 nahm das Team an der neu gegründeten Football League of Europe (FLE) teil. Dort konnten sie jedoch nur einen Sieg verzeichnen und auch der Zuschauerschnitt von 2.000 war enttäuschend. So zog man sich nach nur einer Saison aus der FLE, die selbst nur zwei Jahre bestand, zurück. In den Folgejahren spielten die Roosters wieder in der EFL und erreichten mehrfach das Halbfinale. In der Saison 2013 hatten die Roosters ihren letzten Auftritt in der EFL, bei dem sie ihre Vorrundengruppe gewinnen konnten. 
Im Jahr 2014 nahmen die Roosters an der neu gegründeten IFAF Europe Champions League teil und gewannen diesen Wettbewerb. In der Saison 2017 holten sie den Titel im Nachfolgewettbewerb IFAF Northern European Football League.
Von 2012 bis 2019 gewannen die Roosters achtmal in Folge die Vaahteramalja und stellten damit einen nationalen Rekord auf.  Ihre Rekordzahl an Titeln insgesamt erhöhten sie dabei auf 22.

## Erfolge
- European Football League
  - Sieger: 1988
  - Halbfinalteilnahme: 1989, 1991, 1997–1999
- IFAF Europe Champions League: Sieger 2014
- IFAF Northern European Football League: Sieger 2017

- Finnische Meisterschaft
  - Meister: 1982, 1983, 1986–1988, 1990, 1995–2000, 2002, 2004, 2012–2019, 2024